# Върбница
Върбница е село в Западна България. То се намира в Община Годеч, Софийска област, на 3 km от общинския център Годеч и на 53 km от столицата София.